# Hydropectis
Hydropectis es un género de plantas fanerógamas perteneciente a la familia de las asteráceas. Tiene 3 especies descritas y aceptadas.

## Taxonomía
El género fue descrito por  Per Axel Rydberg y publicado en North American Flora 34: 216. 1914.

## Especies aceptadas
A continuación se brinda un listado de las especies del género Hydropectis aceptadas hasta julio de 2012, ordenadas alfabéticamente. Para cada una se indica el nombre binomial seguido del autor, abreviado según las convenciones y usos.
- Hydropectis aquatica (S.Watson) Rydb.
- Hydropectis estradii B.L.Turner
- Hydropectis stevensii McVaugh